# Joãosinho Trinta
João Clemente Jorge Trinta OMC, mais conhecido como Joãosinho Trinta (São Luís, 23 de novembro de 1933 – São Luís, 17 de dezembro de 2011), foi um artista plástico e famoso carnavalesco brasileiro.

## História
João Clemente Jorge Trinta era filho de Júlia Jorge Trinta, operária maranhense de origem árabe. Viúva e com três filhas de 13, 14 e 15 anos, sua mãe o concebeu com um homem desconhecido no carnaval de 1933. Até os 17 anos de idade viveu em casarões ocupados por diversas famílias em São Luís, onde trabalhou na mercearia de seu cunhado, o bem sucedido português Carlos Allen. Mudou-se para o Rio de Janeiro em 1951, tendo viajado a bordo do navio ITA. Por ter apenas 17 anos de idade quando embarcou, foi realocado do porão para um quarto especial que ficava ao lado dos aposentos do comandante. Chegou na terça feira de carnaval, enfrentando certa dificuldade financeira e hospedando-se em uma pensão na rua São Clemente, em botafogo. Empregou-se em uma compania no RJ, porém conseguia conciliar o tempo e estudar dança clássica no Teatro Municipal. Durante 30 anos, fez parte do Corpo de Baile do Teatro Municipal e apresentou duas óperas - O Guarani, de Carlos Gomes; e Aida, de Giuseppe Verdi.
Começou sua carreira carnavalesca no Salgueiro, em 1961, como segurança, dois anos depois, a escola foi campeã do carnaval, com o enredo Xica da Silva de Fernando Pamplona e Arlindo Rodrigues. Sempre como segurança, viu sua escola ser campeã também nos anos de 1965, 1969 e 1971.
Após a saída dos carnavalescos Fernando Pamplona e Arlindo Rodrigues, foi promovido a carnavalesco da escola onde fez carreira solo com a artista plástica Maria Augusta no carnaval de 1973, com o enredo Eneida: Amor e Fantasia.
Já como carnavalesco-solo ganhou o bicampeonato em 1974 com "O Rei de França na Ilha da Assombração" e em 1975 com "O Segredo das minas do Rei Salomão".
Após divergências com a diretoria salgueirense, transferiu-se para a escola de samba Beija-Flor, onde criou enredos ousados e luxuosos que deram à agremiação de Nilópolis os títulos de 1976, 1977, 1978, 1980 e 1983, além de vários vice-campeonatos, entre eles os de 1986 com O mundo é uma bola e o de 1989 com Ratos e Urubus, Larguem Minha Fantasia gerando controvérsias com a Igreja Católica, ao tentar levar ao desfile uma imagem do Cristo Redentor caracterizado como mendigo. A imagem foi censurada e passou pela Avenida Marquês de Sapucaí coberta. “Estando à frente de uma escola sem maior expressão e apoiado em uma direção ávida pelos dividendos a serem colhidos com o sucesso no concurso entre as escolas”, Trinta promoveu uma “modernização” dos desfiles da Beija-Flor, tornando-os um espetáculo audiovisual.
Uma das marcas do carnavalesco era o luxo e a riqueza na avenida. Criticado por ter essa postura, é dele a célebre frase:
| “ | "O povo gosta de luxo. Quem gosta de miséria é intelectual". | ” |

O sociólogo Edson Farias argumenta que houve uma influência dos financiadores no comando estético do carnavalesco, com a intenção de ostentar e exibir riqueza das classes emergentes do Rio de Janeiro, especialmente os bicheiros. “O ofício se vê pressionado a equilibrar o compromisso de materializar a beleza com o requisito de apreender o gosto popular.”
Trinta também foi campeão no Grupo de Acesso com as escolas Império da Tijuca e Acadêmicos da Rocinha, além de ter feito carnavais para escolas de São Paulo. No ano de 1984 foi responsável pelos figurinos da E.S. Turunas do Riachuelo, de Juiz de Fora-MG, que completava 50 anos de fundação, ficando em 3.º lugar no carnaval da cidade.
Em 1993, depois de permanecer 17 anos na Beija-Flor, Joãosinho Trinta transfere-se para a escola de samba Unidos do Viradouro. Em 1996, sofre uma isquemia, que paralisa um dos lados de seu corpo.
Mesmo assim, continuou seu trabalho na escola, que foi campeã em 1997, com o impactante enredo Trevas! Luz! A explosão do Universo.
Teve passagem marcante na escola de samba Grande Rio, que obteve o 3.º lugar em 2003 - uma classificação inédita na história da escola.
Em 2002, entrevistado pelo Museu da Pessoa, compartilhou um pouco da sua história de vida, desde sua relação com a mãe, a irmã e o cunhado ao dia em que desembarcou no Rio de Janeiro, no ano de 1951. Também revelou a importância da meditação em sua vida, assim como os anos iniciais da carreira, as primeiras escolas de samba e, em especial, o desejo que possuía de ajudar as comunidades que habitava na época, através da arte carnavalesca, afirmando:
“Eu quero ir para uma escola bem pequena, eu não quero levar glória de ganhar carnaval, de fazer festa em cima de escombros humanos, em cima de carências humanas, eu não quero fazer festa em cima de crianças abandonadas, em cima da miséria humana. Não, eu quero fazer a menor das escolas, onde eu possa fazer aquilo que a minha mente e meu coração estão mandando. Eu quero fazer festa, mas uma festa também da comunidade, eu quero fazer um carnaval de 365 dias, onde as crianças tenham orientação, educação, onde o povo possa viver mais humanamente”.
Em novembro de 2004, Joãosinho sofre um derrame e, no ano seguinte, decide afastar-se da Sapucaí, passando a atuar apenas como consultor durante os preparativos para o Carnaval.
Em 11 de julho de 2006, após sofrer dois AVCs, é internado no Rio de Janeiro e, vinte dias depois, transferido para o Hospital Sarah Kubitschek, de Brasília, de onde teve alta em 19 de outubro. Todavia, em consequência dos AVCs, o artista teve parte do cérebro paralisada, e passou a se locomover com cadeira de rodas.[carece de fontes?]
Recebeu o título de Cidadão Honorário de Brasília e em 2010, Joãosinho concorre a deputado distrital, não conseguindo se eleger.
Faleceu no ano seguinte, em 17 de dezembro. O Hospital UDI, de São Luís, informou que o carnavalesco morreu às 9h55, horário local (10h55 de Brasília), em razão de choque séptico, infecção generalizada, e que apresentava um quadro de pneumonia e infecção urinária. Anteriormente, segundo o hospital, o paciente apresentava "insuficiência respiratória e sepse, evoluindo com instabilidade hemodinâmica".
Em sua homenagem, no dia 21 de dezembro (três dias depois de sua morte), seu nome foi anunciado como nome da Cidade do Samba, que reúne as principais escolas de samba do Rio de Janeiro.

## Carnavais
Abaixo, a lista de desfiles assinados por Joãosinho Trinta.
| Ano  | Escola               | Colocação   | Divisão       | Enredo                                                     |
| ---- | -------------------- | ----------- | ------------- | ---------------------------------------------------------- |
| 1971 | Salgueiro            | Campeã      | Grupo 1A (RJ) | Festa para um rei negro                                    |
| 1973 | Salgueiro            | 3.º lugar   | Grupo 1A (RJ) | Eneida, amor e fantasia                                    |
| 1974 | Salgueiro            | Campeã      | Grupo 1A (RJ) | O Rei de França na Ilha da Assombração                     |
| 1975 | Salgueiro            | Campeã      | Grupo 1A (RJ) | O Segredo das Minas do Rei Salomão                         |
| 1976 | Beija-Flor           | Campeã      | Grupo 1 (RJ)  | Sonhar com Rei dá Leão                                     |
| 1976 | Império da Tijuca    | Campeã      | Grupo 2 (RJ)  | Guerreiros das Alagoas                                     |
| 1977 | Beija-Flor           | Campeã      | Grupo 1A (RJ) | Vovó e o Rei da Saturnália na corte egipiciana             |
| 1978 | Beija-Flor           | Campeã      | Grupo 1A (RJ) | A criação do mundo segundo a tradição Nagô                 |
| 1979 | Beija-Flor           | Vice-campeã | Grupo 1A (RJ) | O paraíso da loucura                                       |
| 1980 | Beija-Flor           | Campeã      | Grupo 1A (RJ) | O sol da meia-noite - uma viagem ao país das maravilhas    |
| 1981 | Beija-Flor           | Vice-campeã | Grupo 1A (RJ) | Carnaval no Brasil - a oitava das sete maravilhas do mundo |
| 1982 | Beija-Flor           | 6.º lugar   | Grupo 1A (RJ) | O olho azul da serpente                                    |
| 1983 | Beija-Flor           | Campeã      | Grupo 1A (RJ) | A grande constelação das estrelas negras                   |
| 1984 | Beija-Flor           | 3.º lugar   | Grupo 1A (RJ) | O gigante em berço esplêndido                              |
| 1984 | Turunas do Riachuelo | 3.º lugar   | Grupo 1 (MG)  | 50 anos de glórias                                         |
| 1985 | Beija-Flor           | Vice-campeã | Grupo 1A (RJ) | A Lapa de Adão e Eva                                       |
| 1986 | Beija-Flor           | Vice-campeã | Grupo 1A (RJ) | O mundo é uma bola                                         |
| 1987 | Beija-Flor           | 4.º lugar   | Grupo 1 (RJ)  | As mágicas luzes da ribalta                                |
| 1988 | Beija-Flor           | 3.º lugar   | Grupo 1 (RJ)  | Sou Rei negro, do Egito à liberdade                        |
| 1989 | Beija-Flor           | Vice-campeã | Grupo 1 (RJ)  | Ratos e Urubus, Larguem Minha Fantasia                     |
| 1989 | Peruche              | Vice-campeã | Grupo 1 (SP)  | Deuses Africanos                                           |
| 1989 | Rocinha              | Campeã      | Grupo D       | O esplendor dos divinos orixás                             |
| 1990 | Beija-Flor           | Vice-campeã | Especial (RJ) | Todo mundo nasceu nu                                       |
| 1990 | Peruche              | Vice-campeã | Especial (RJ) | De Roma Pagã ao Esplendor da Paulicéia                     |
| 1990 | Rocinha              | Campeã      | Grupo C       | Um coração chamado Brasil                                  |
| 1991 | Beija-Flor           | 4.º lugar   | Especial (RJ) | Alice no Brasil das maravilhas                             |
| 1991 | Rocinha              | Campeã      | Grupo B       | Do esplendor da Roma pagã ao despertar da Rocinha          |
| 1992 | Beija-Flor           | 7.º lugar   | Especial (RJ) | Há um ponto de luz na imensidão                            |
| 1994 | Viradouro            | 3.º lugar   | Especial (RJ) | Teresa de Benguela, uma rainha negra no Pantanal           |
| 1995 | Viradouro            | 8.º lugar   | Especial (RJ) | O rei e os três espantos de Debret                         |
| 1996 | Viradouro            | 13.º lugar  | Especial (RJ) | Aquarela do Brasil ano 2000                                |
| 1996 | Nenê                 | 6.º lugar   | Especial (SP) | Comunicação                                                |
| 1997 | Viradouro            | Campeã      | Especial (RJ) | Trevas! Luz! A explosão do universo                        |
| 1998 | Viradouro            | 5.º lugar   | Especial (RJ) | Orfeu, o negro do carnaval                                 |
| 1999 | Viradouro            | 3.º lugar   | Especial (RJ) | Anita Garibaldi, heroína das sete magias                   |
| 2000 | Viradouro            | 3.º lugar   | Especial (RJ) | Brasil, visões de paraísos e infernos                      |
| 2001 | Grande Rio           | 6.º lugar   | Especial (RJ) | Gentileza, o profeta do fogo                               |
| 2002 | Grande Rio           | 7.º lugar   | Especial (RJ) | Os papagaios amarelos nas terras encantadas do Maranhão    |
| 2003 | Grande Rio           | 3.º lugar   | Especial (RJ) | O nosso Brasil que Vale                                    |
| 2004 | Grande Rio           | 10.º lugar  | Especial (RJ) | Vamos vestir a camisinha, meu amor                         |
| 2005 | Vila Isabel          | 10.º lugar  | Especial (RJ) | Singrando em mares bravios... E construindo o futuro       |

## Títulos e estatísticas
Joãosinho Trinta é o carnavalesco com mais títulos na história do carnaval carioca.
| Divisão          | Campeonato(s) | Ano                                                  | Vice | Ano                                | Terceiro | Ano                                      |
| ---------------- | ------------- | ---------------------------------------------------- | ---- | ---------------------------------- | -------- | ---------------------------------------- |
| Primeira divisão | 9             | 1971, 1974, 1975, 1976, 1977, 1978, 1980, 1983, 1997 | 6    | 1979, 1981, 1985, 1986, 1989, 1990 | 7        | 1973, 1984, 1988, 1994, 1999, 2000, 2003 |
| Segunda divisão  | 2             | 1976, 1991                                           | -    | -                                  | -        | -                                        |
| Terceira divisão | 1             | 1990                                                 | -    | -                                  | -        | -                                        |
| Quarta divisão   | 1             | 1989                                                 | -    | -                                  | -        | -                                        |

## Premiações
- Estandarte de Ouro

1. 1973 - Melhor enredo (Salgueiro - "Eneida, Amor e Fantasia") [12]
2. 1974 - Melhor conjunto de fantasias (Salgueiro) [13]
3. 1974 - Melhor enredo (Salgueiro - "O Rei de França na Ilha da Assombração") [13]
4. 1976 - Melhor enredo (Beija-Flor - "Sonhar com Rei dá Leão") [14]
5. 1986 - Prêmio Especial [15]
6. 1989 - Personalidade do Ano [16]
7. 1989 - Melhor enredo (Beija-Flor - "Ratos e Urubus, Larguem Minha Fantasia") [16]

- Tamborim de Ouro

1. 2000 - Eu Sou o Samba (Personalidade) [17]
2. 2007 - Tamborim Nota 10 (Personalidade da Década) [18]